# رابین وال کیمرر
رابین وال کیمرر (انگلیسی: Robin Wall Kimmerer؛ زادهٔ ۱۳ سپتامبر ۱۹۵۳) دانشمند در زمینه بوم‌شناسی گیاهی اهل ایالات متحده آمریکا است. وی گیاه‌شناس، نویسنده و مدیر مرکز مردم بومی و محیط زیست در کالج علوم محیطی و جنگلداری دانشگاه ایالتی نیویورک است. کیمر به عنوان یک دانشمند و یک بومی آمریکایی، در کار خود هم از علم غربی و هم از دانش محیطی بومیان بهره‌مند  است.
وی همچنین برندهٔ جوایزی همچون برنامه یاران مک‌آرتور شده‌است.